# Jacksepticeye
Seán William McLoughlin[uttal saknas], mer känd som Jacksepticeye (eller bara Jack), född den 7 februari 1990 i Offaly, är en irländsk spelkommentator verksam på Youtube, där hans kanal hört till de snabbast växande i Europa. Hans förfäder kom från Irland, Storbritannien, Spanien och Portugal.
När han var barn flyttade han närmare till sin mormor/farmor i skogen där han började med YouTube. Seán skapade sin kanal 2007, vid 17 års ålder men lade inte upp sin första video förrän 2012, som var en Solid Snake imitation. Innan han blev kändis på Youtube spelade han i ett band och var trummis. 
När McLoughlin hade runt 2 000 prenumeranter fick han en shoutout av sin framtida vän Felix Kjellberg (Pewdiepie) och hans kanal började växa.
Den 7 maj 2016 nådde han 10 miljoner prenumeranter. Idag (feb 2025) har han över 30 miljoner prenumeranter.
I Maj 2017 flyttade han till Brighton, England.
År 2022 öppnade han upp om sin destruktiva livsstil som ledde till psykisk ohälsa. Detta hyllades han för av följare och YouTube-kollegor eftersom det tidigare inte var vanligt att få en sådan inblick i hur en internetunderhållares liv kan se ut.